# 오야마 게이스케
오야마 게이스케(일본어: 大山 啓輔, 1995년 5월 7일 ~ )는 일본의 축구 선수로 현재 J3리그의 츠바이겐 가나자와에서 미드필더로 뛰고 있다.

## 구단 경력
그는 2014년부터 J리그의 오미야 아르디자, 츠바이겐 가나자와에서 뛰었다.